# 库隆日 (夏朗德省)
库隆日（法語：Coulonges，法語發音：[kulɔ̃ʒ]）是法国夏朗德省的一个市镇，属于昂古莱姆区。

## 地理
库隆日（45°50'0"N, 0°5'26"E）面积3.02 平方千米，位于法国新阿基坦大区夏朗德省，该省份为法国西部内陆省份，北起德塞夫勒省和维埃纳省，东临上维埃纳省，东南至多尔多涅省，南至多爾多涅省，西接滨海夏朗德省。
与库隆日接壤的市镇（或旧市镇、城区）包括：昂贝拉克、拉沙佩勒、维洛尼翁、武阿尔特、克桑贝。

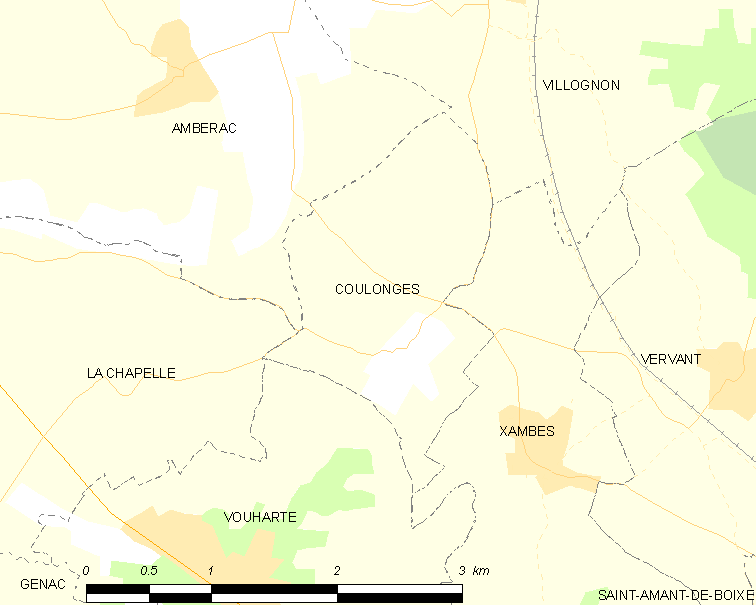
的OSM定位图

库隆日的时区为UTC+01:00、UTC+02:00（夏令时）。

## 行政
库隆日的邮政编码为16330，INSEE市镇编码为16108。

## 政治
库隆日所属的省级选区为布瓦克斯-芒卢瓦县。

## 人口

1962-2008年间人口变化图示

库隆日于2022年1月1日时的人口数量为121人。